# Nicols Falls
Die Nicols Falls sind ein Wasserfall in der Region Otago auf der Südinsel Neuseelands. Er liegt im Lauf des Nicols Creek im Gebiet von Glenleith, einem nördlichen Vorort der Hafenstadt Dunedin. Seine Fallhöhe beträgt rund 5 Meter.
Vom Parkplatz an der Leith Valley Road führt ein Wanderweg in nordwestlicher Richtung in rund 20 Minuten zum Wasserfall.